# Schronisko w Międzyścianach „nad II”
Schronisko w Międzyścianach  „nad II” – jaskinia, a właściwie schronisko, w Dolinie Chochołowskiej w Tatrach Zachodnich. Wejście do niej znajduje się w Dolinie Dudowej, w zboczu Wąwozu Między Ściany, powyżej Schroniska w Międzyścianach II, na wysokości 1051 metrów n.p.m. Jaskinia jest pozioma, a jej długość wynosi 4 metry.

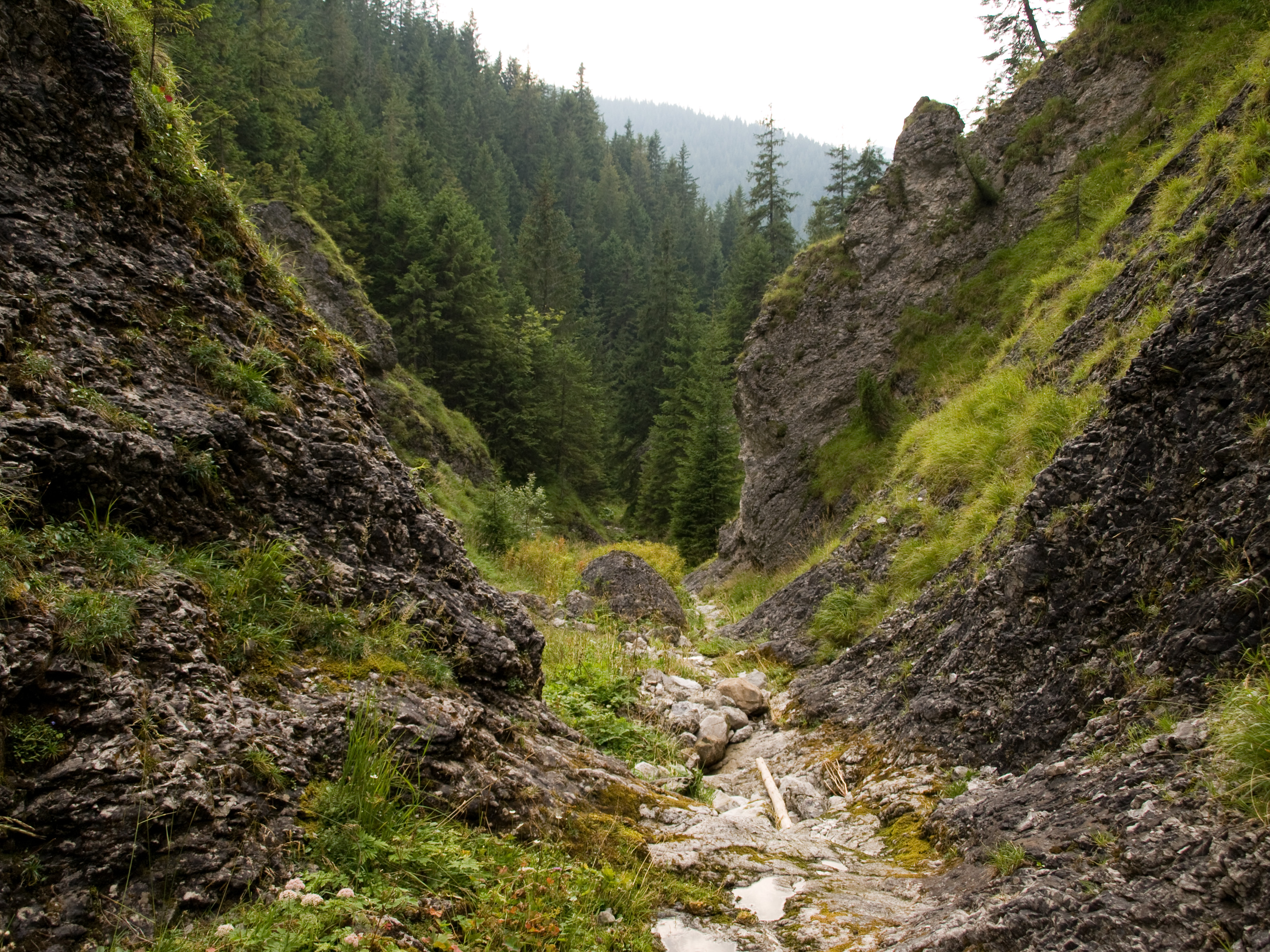
Wąwóz Między Ściany w dolnej części Doliny Dudowej

## Opis jaskini
Jaskinię stanowi szczelinowy, poziomy korytarz zaczynający się w ukośnym otworze wejściowym. Oddzielony jest on zawaliskiem od korytarza w Schronisku w Międzyścianach II.

## Przyroda
W jaskini można spotkać nacieki grzybkowe. Na ścianach rosną mchy i glony.

## Historia odkryć
Jaskinia była prawdopodobnie znana od dawna. Jej pierwszy plan i opis sporządzili R. i R. M. Kardasiowie przy pomocy A. Oleckiej w 1977 roku.